# Distacodella
Genre
Distacodella est un genre éteint de conodontes de l'ordre  des Conodontophorida et de la famille des Distacodontidae. Les différents fossiles ont été trouvés dans des terrains datant de l'Ordovicien, dans la formation de Fort Pena au Texas.
L'auteur, le paléontologue américain Lael Ely Bradshaw, décrit dans sa thèse de 1967 quatre nouveaux genres, Diflabella, Distacodella, Oistadella et Tripedus.

## Liste d'espèces
- † Distacodella bidentata

## Publication originale
- (en) Lael Ely Bradshaw « Conodonts from the Fort Pena Formation, Marathon Basin, Brewster County, Texas ». Houston Geological Society Bulletin, vol. 9, n. 9, mai 1967, p. 1-252 - Thèse, Université du Texas, juin 1966 (introduction).